# Cattedrale di San Sebastiano (Bratislava)
La cattedrale di San Sebastiano (in slovacco: Katedrála svätého Šebastiána) di Bratislava è dal 2009 la chiesa cattedrale dell'Ordinariato militare in Slovacchia.

## Storia
La prima pietra della chiesa fu posta nel 1995 e benedetta nel 2003 da papa Giovanni Paolo II. Tuttavia la costruzione è iniziata solo nella primavera del 2007, dopo che è stato rilasciato il permesso a costruire nel gennaio del 2007. Il progetto è dell'architetto Ladislav Bánhegyi. Il tetto è stato realizzato nel 2008. Il lavoro agli interni durò fino all'estate del 2009. Il 13 giugno 2009 ha avuto luogo la cerimonia di consacrazione, presieduta da monsignor Stanislav Zvolenský.